# プリブノーボックス
プリブノーボックス (英: Pribnow box) とは、真正細菌の遺伝子において、RNAポリメラーゼによる転写開始位置の上流10塩基対の位置にみとめられる共通塩基配列のこと。-10領域あるいは-10ボックスとも呼ばれ、また、真核生物同様TATAボックスと呼ばれることもある。遺伝子の転写において、プロモーターとして機能し、RNAポリメラーゼの結合位置を規定する配列といわれている。
具体的な配列としては、
5'-tataat-3'
の6塩基対から成る配列となっている。
なお、大腸菌の各種遺伝子における塩基配列の共通の程度は次の通り。
| T   | A   | T   | A   | A   | T   |
| 82% | 89% | 52% | 59% | 49% | 89% |

真核生物（及び古細菌）における、TATAボックスに相当する。